# 오페라의 유령 : 25주년 특별 공연
《오페라의 유령 : 25주년 특별 공연》(The Phantom of the Opera at the Royal Albert Hall)은 영국에서 제작된 질리안 린 감독의 2011년 공연실황 영화이다. 시에라 보게스 등이 주연으로 출연하였고 카메론 매킨토시 등이 제작에 참여하였다.

## 출연

### 주연
- 시에라 보게스
- 라민 카림루
- 하들리 프레이저

### 조연
- 닉 홀더

## 기타
- 작곡: 앤드류 로이드 웨버